# Bora (popolo)
I Bora sono un gruppo etnico della Colombia e del Perù (con piccole comunità anche in Brasile), con una popolazione stimata di circa 1700-2000 persone.
Questo gruppo etnico è per la maggior parte di fede animista e parla la lingua Bora affine al più diffuso Witotan (D:Miranha-BOA02).
Il territorio abitato anticamente dai Bora è minacciato dalla pratica illegale di disboscamento. Queste terre sono localizzate fra i fiumi Napo e Putumayo. I Bora sorvegliano le loro terre sia dall'intrusione degli indigeni sia per il possibile arrivo di forestieri.
Negli ultimi quaranta anni, hanno iniziato a soggiornare permanentemente all'interno della foresta.
La loro religiosità non pone nessuna distinzione fra il mondo materiale e quello spirituale e quindi gli spiriti sono presenti negli oggetti e nei fenomeni del mondo reale.
A livello sociale-relazionale i rapporti familiari sono praticati seguendo le regole dell'esogamia. Sono divisi e politicamente non organizzati. Vivono nell "malocas", antichi rifugi comunitari, abitualmente abitati dall'intera famiglia, carichi di simbolismi religiosi, in quanto rappresentano l'intero universo immaginato dai Bora, sia perché simbolizzano i principi costruttivi che sostengono il cosmo, sia perché ogni elemento del mondo è presente e vive dentro quel luogo.
L'inaugurazione di una nuova "maloca", necessita la pratica e i rituali di una festa particolare, chiamata todzigwa.
La loro economia è basata sulla caccia, sulla pesca e su una rudimentale agricoltura di sussistenza.
L'uomo, abitualmente è occupato nella battute di caccia e nella pesca oltre alla preparazione delle amache, mentre le donne praticano l'artigianato, realizzando vasi di varie forme, cucinano e producono lo yuca (un arbusto contenente sostanze dall'alto valore nutrizionale), i mani (legume contenente semi), il tabacco, la coca, e vari tipi di frutta.
L'arco e la freccia rappresentato i più importanti strumenti culturali utilizzati all'interno della società Bora.
Intorno al XX secolo il boom della raccolta e commercializzazione del lattice ha avuto un impatto devastante sulla vita dei Bora.